# Gregori Bar Hebreu
Gregori Bar Hebreu (Malatya, 1226 - Maragha, 30 de juliol de 1286) fou un religiós, escriptor i historiador siríac. El seu nom no fa referència a que fos jueu sinó que probablement havia nascut a Ebra, prop de Malatya.
El 1246 fou bisbe de Gubos, nomenat pel patriarca jacobita Ignasi II; l'any següent fou traslladat a Lacabene; el 1252 va ser traslladat a Alep per Dionisi (1252) i finalment fou coronat primat (mafrià) oriental per Ignasi III el 1264. Va ser enterrat a l'església del Monestir de Mar Mattai, prop de Mosul. L'Església Siríaca el considera sant i celebra la seva festa el 30 de juliol.

## Obres
- Hewath Hekhmetha, "La crema de la ciència", de caràcter enciclopèdic sobre la filosofia d'Aristòtil
- Teghrath Teghratha, "Comerç de comerços", resum de l'anterior
- Kethabha dhe-Bhabhatha, "Llibre de les pupiles dels ulls", de lògica i dialèctica
- Kethabha dhe-Sewadh Sophia, "Llibre dels discurs de la saviesa", compendi de física i metafísica
- Aucar Raze, "Magatzem de secrets", comentari de la Biblia, la seva obra principal
- Makhtbhanuth Zabhne o Chronicon Syriacum, crònica d'història, traduït a l'àrab per ell mateix
- Menarath Qudhshe, "Llum del santuari", teològica
- Kethabha dhe-Zalge, "Llibre dels rajos", resum dell'anterior
- Kethabha dhe-Ithiqon, "Llibre de l'ètica", teològic
- Kethabha dhe-Yauna, "Llibre de la coloma", sobre ascetisme
- Kethabha dhe-Hudhaye, "Llibre de les direccions", teològic
- Llibre dels esplendors, gramàtica
- Llibre de la xispa, gramàtica
- Sullarat Haunãnãyã (Pujada de la Ment), astronomia i cosmografia
- Diversos llibres de medicina, matemàtiques, ètica i altres
- Poemes
- Kethabha dhe-Thunnaye Mighaizjzikhanl (Llibre d'històris d'entreteniment)